# Williams Diniz
Williams Diniz é um artista plástico brasileiro, restaurador de arte sacra e mobiliário. Suas obras e restauros já deram a volta por várias cidades do Brasil e do mundo. Já restaurou mais de 32 igrejas e capelas somente no estado de Minas Gerais, entre outras igrejas em diversas cidades do país.
Além de ser o restaurador oficial de diversos antiquários e colecionadores particulares em estados como São Paulo, Rio de Janeiro, Brasília, Pernambuco, Minas Gerais, Ceará, Paraíba, entre outras.

## Biografia
Williams Diniz vive e trabalha atualmente na cidade de São Paulo, onde se concentra apenas em trabalhos para antiquários e colecionadores.
Nasceu no estado da Paraíba em 1957 e, ainda jovem, se mudou para o Rio de Janeiro, onde deu início à sua carreira artística. Ainda no Rio, conheceu sua atual esposa, Elizabeth Diniz, que hoje também atua no mercado como restauradora.
Filho de pai escultor e mãe pintora barroca, foi onde Williams Diniz teve seus primeiros ensinamentos, aprimorando-os com o passar dos anos

## Trabalhos
- Restauro e Confecção:
- Trinta e duas igrejas e capelas no estado de Minas Gerais;
- Igrejas pela cidade de São Paulo;
- Igreja em Sorocaba, SP;
- Igreja Santuário de Canindé;
- Igreja de São Camilo em Vitoria, ES;
- Igreja de São Benedito na Serra, ES;
- Igreja Nossa Senhora do Brasil em São Paulo, SP;
- Rede Globo de Televisão;
- Coleções de grandes nomes da sociedade Paulista, Carioca, Mineira, Baiana, Pernambucana, Capixaba, Paraibana entre outros estados do país.
- Antiquários espalhados pelo Brasil.

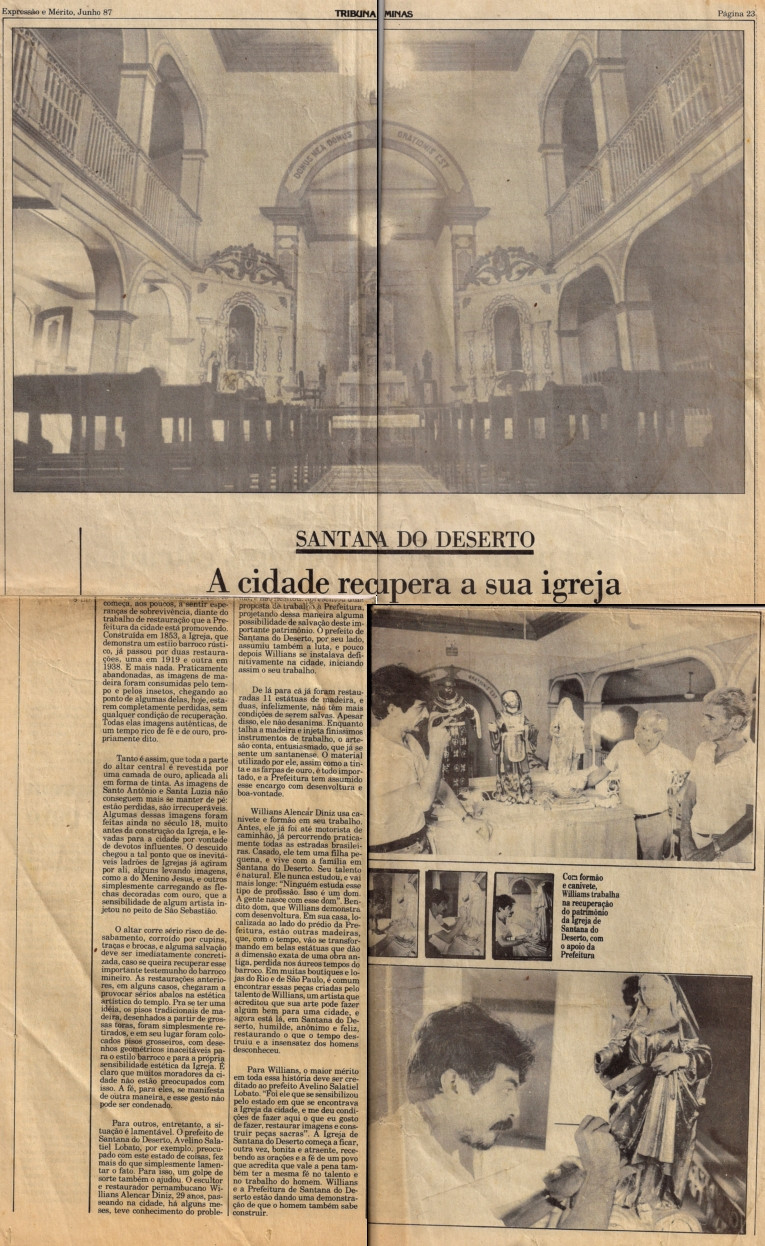
Jornal Tribuna de Minas
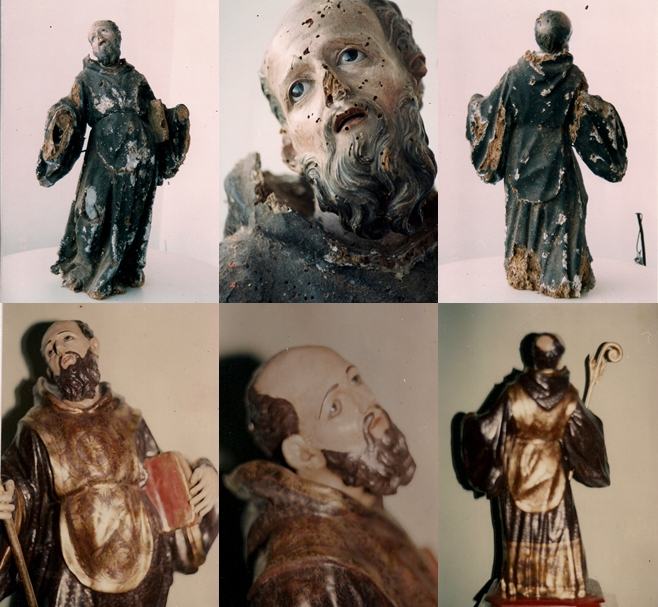
Trabalho de Restauro